# Вальтер Зітек
Вальтер Зітек (нім. Walter Sitek; 5 січня 1913, Рендсбург — ?) — німецький офіцер-підводник, оберлейтенант-цур-зее резерву крігсмаріне (1 квітня 1943).

## Біографія
В серпні 1939 року вступив на флот. З липня 1939 року — 2-й вахтовий офіцер на підводному човні U-581. 2 лютого 1942 року U-581 був потоплений Північній Атлантиці південно-східніше Орта (38°24′ пн. ш. 28°30′ зх. д.) глибинними бомбами британського есмінця «Весткотт». 4 члени екіпажу загинули, 42 (включаючи Зітека) вціліли. Зітек був інтернований іспанською владою. В травні 1942 року повернувся в Німеччину. З 1 червня 1942 по 22 лютого 1943 року — командир U-17. В березні-квітні пройшов курс командира човна. З 3 червня 1943 по 27 червня 1944 року — командир U-981, після чого був переданий в розпорядження 6-ї флотилії. З 20 вересня 1944 по 10 січня 1945 року — командир U-3005. В лютому-травні 1945 року служив при капітані порту Фредеріки.

## Нагороди
- Залізний хрест 2-го і 1-го класу
- Нагрудний знак підводника